# Quincy (Massachusetts)
Quincy  è una città degli Stati Uniti facente parte della contea di Norfolk, nello Stato federato del Massachusetts.
Il nome deriva dal colonnello John Quincy (nonno materno di Abigail Adams, moglie di John Adams), dal quale ha preso il nome John Quincy Adams, sesto presidente degli Stati Uniti.
La città si affaccia sulla baia del Massachusetts, ed è chiamata anche La città dei presidenti, Città delle leggende, e Luogo di nascita del sogno americano.

## Monumenti
- Adams Academy, dichiarata National Historic Landmark